# Tercera División RFEF 2021-22 (Grupo II)
La temporada 2021-22 del Grupo II de la Tercera División  RFEF de fútbol comenzó el 4 de septiembre de 2021 y finalizará el 1 de mayo de 2022. Posteriormente se disputará la promoción de ascenso entre el 8 y el 15 de mayo en su fase territorial, y el 22 de mayo en su fase nacional. Se trata de la primera edición bajo esta denominación tras la reestructuración de las categorías no profesionales por parte de la RFEF.

## Sistema de competición
Participan veinte clubes en un único grupo. Se enfrentan todos contra todos en dos ocasiones -una en campo propio y otra en campo contrario- durante un total de 38 jornadas. El orden de los encuentros se decide por sorteo antes de empezar la competición. La Federación de Fútbol del Principado de Asturias es la responsable de designar las fechas de los partidos y los árbitros de cada encuentro, reservando al equipo local la potestad de fijar el horario exacto de cada encuentro.
Una vez finalizada la competición, el primer clasificado asciende directamente a Segunda División RFEF y se proclama campeón de Tercera RFEF.
Los clasificados entre el segundo y el quinto lugar disputan un Play Off territorial en formato de eliminatorias a partido único en sede neutral. En caso de empate el vencedor de la eliminatoria es el equipo mejor clasificado. El equipo vencedor de este Play Off se clasifica a la Promoción de ascenso a Segunda División RFEF que tiene carácter de final interterritorial.
Los últimos clasificados, por confirmar el número, descienden directamente a Regional Preferente de Asturias. Hay que tener en cuenta que existe la obligación federativa de conformar la Tercera RFEF para la temporada siguiente, la 2022-2023, en un máximo de 16 equipos; por lo que el número de descensos en esta temporada será proporcional a las necesidades de la Territorial asturiana para ajustarse a ese número de equipos.
El sistema de competición y las consecuencias clasificatorias fueron aprobadas por la RFEF.

## Ascensos y descensos
Los equipos que mantuvieron la categoría en la última temporada de Tercera División participan en la primera edición de Tercera División RFEF. Las posiciones de descenso indicadas son las absolutas de grupo, no de subgrupos de permanencia.
| Pos. | Ascendidos a 2.ª División RFEF |
| ---- | ------------------------------ |
| 1.º  | U. C. Ceares                   |
| 2.º  | U. D. Llanera                  |
| 5.º  | Real Avilés C. F.              |

| Pos. | Descendidos de 2.ª División B |
| ---- | ----------------------------- |
| 16.º | Real Oviedo "B"               |
| 17.º | C. D. Lealtad                 |
| 18.º | Real Sporting "B"             |
| 20.º | C. D. Covadonga               |

| Pos.            | Ascendidos de Regional Preferente |
| --------------- | --------------------------------- |
| 1.º A           | TSK Roces                         |
| 1.º C           | Luarca C. F.                      |
| 1.º B (Repesca) | U. P. Langreo "B"                 |

| Pos. | Descendidos a Regional Preferente |
| ---- | --------------------------------- |
| 17.º | Condal Club                       |
| 18.º | C. D. Vallobín                    |
| 19.º | Avilés Stadium C. F.              |
| 20.º | Club Siero                        |
| 21.º | Valdesoto C. F.                   |

### Cambios de entrenadores
| Equipo | Entrenador (Jornadas) | Fecha de vacante | Tipo de salida | Posición en la tabla | Entrenador entrante | Fecha de nombramiento |
| ------ | --------------------- | ---------------- | -------------- | -------------------- | ------------------- | --------------------- |

## Equipos

### Listado de equipos
| Club                             | Fundación | Estadio         | Capacidad | Localidad/Barrio | Concejo      | Temp. 2ªB | Temp. 3ª |
| -------------------------------- | --------- | --------------- | --------- | ---------------- | ------------ | --------- | -------- |
| Caudal Deportivo                 | 1918      | Hermanos Antuña | 2.940     | Mieres del Camín | Mieres       | 14        | 54       |
| Club Deportivo Colunga           | 1934      | Santianes       | 2.000     | Colunga          | Colunga      | 0         | 7        |
| Club Deportivo Covadonga         | 1979      | Álvarez Rabanal | 500       | Teatinos         | Oviedo       | 1         | 16       |
| Unión Deportivo Gijón Industrial | 1969      | Santa Cruz      | 2.500     | Jove             | Gijón        | 0         | 34       |
| U.P. Langreo "B"                 | 2015      | Nuevo Ganzábal  | 4.024     | Langreo          | Langreo      | 0         | 0        |
| C.D. Lealtad                     | 1916      | Las Callejas    | 2.000     | Villaviciosa     | Villaviciosa | 6         | 25       |
| Lenense Proinastur               | 1953      | El Sotón        | 3.000     | Pola de Lena     | Lena         | 0         | 18       |
| L'Entregu Club de Fútbol         | 1997      | Nuevo Nalón     | 1.200     | L'Entregu        | SMRA         | 0         | 9        |
| Club Deportivo Llanes            | 1949      | San José        | 1.500     | Llanes           | Llanes       | 0         | 19       |
| Luarca Club de Fútbol            | 1912      | La Veigona      | 1.500     | Luarca           | Valdés       | 0         | 19       |
| Club Deportivo Mosconia          | 1945      | Vega de Anzo    | 4.000     | Grado            | Grado        | 1         | 27       |
| Navarro Club de Fútbol           | 1980      | Tabiella        | 1.500     | Navarro          | Avilés       | 0         | 20       |
| Real Oviedo "B"                  | 1930      | El Requexón     | 3.000     | Oviedo           | Oviedo       | 12        | 34       |
| Club Deportivo Praviano          | 1949      | Santa Catalina  | 2.500     | Pravia           | Pravia       | 0         | 28       |
| TSK Roces                        | 1952      | Covadonga       | 1.500     | Roces            | Gijón        | 0         | 3        |
| E. I. San Martín                 | 2012      | El Florán       | 1.500     | Sotrondio        | SMRA         | 0         | 4        |
| Real Sporting "B"                | 1960      | Mareo           | 3.000     | Mareo            | Gijón        | 31        | 16       |
| Real Titánico                    | 1964      | Las Tolvas      | 2.000     | Pola de Laviana  | Laviana      | 0         | 26       |
| Club Deportivo Tuilla            | 1952      | El Candín       | 2.800     | Tuilla           | Langreo      | 0         | 25       |
| Urraca Club de Fútbol            | 1979      | La Corredoria   | 1.700     | Posada de Llanes | Llanes       | 0         | 7        |

### Distribución geográfica
20 equipos de la comunidad autónoma del Principado de Asturias 
| Praviano Gijón Ind Mosconia Llanes Colunga Tuilla San Martín L'Entregu Navarro Lenense Oviedo "B" Caudal Covadonga Urraca Luarca Langreo "B" Lealtad Roces R.Titánico Sporting "B" |

Hay representantes de siete de las ocho comarcas del Principado de Asturias, siendo la de Nalón con cinco equipos la mejor representada. Tan solo la Comarca del Narcea no tiene ningún representante.
2 equipos del concejo de Oviedo:
- C.D. Covadonga
- Real Oviedo "B"

1 equipo de la Comarca de Oviedo:
- C.D. Mosconia de Grado

2 equipos de la Comarca de Avilés:
- Navarro C.F.
- C.D. Praviano

4 equipos de Gijón y su comarca:
- U.D. Gijón Industrial
- C.D. Lealtad
- TSK Roces
- Real Sporting "B"

3 equipos de la Comarca del Oriente de Asturias:
- C.D. Colunga
- C.D. Llanes
- Urraca C.F.

5 equipos de la Comarca del Nalón:
- U.P. Langreo "B"
- L'Entregu C.F.
- E.I. San Martín
- C.D. Tuilla
- Real Titánico

2 equipos de la Comarca del Caudal:
- Caudal Deportivo
- S.D. Lenense

1 equipo de la Comarca del Eo-Navia
- Luarca C.F.

## Clasificación
| Pos. | Equipo                     | Pts. | PJ | G  | E  | P  | GF | GC | Dif. |                                                                      |
| ---- | -------------------------- | ---- | -- | -- | -- | -- | -- | -- | ---- | -------------------------------------------------------------------- |
| 1    | Real Oviedo "B" (A, C)     | 75   | 38 | 23 | 6  | 9  | 75 | 39 | +36  | Ascenso a Segunda División RFEF                                      |
| 2    | Real Sporting "B"          | 74   | 38 | 21 | 11 | 6  | 71 | 25 | +46  | Acceso a Promoción de Ascenso a Segunda División RFEF                |
| 3    | C. D. Lealtad              | 71   | 38 | 20 | 11 | 7  | 55 | 27 | +28  | Acceso a Promoción de Ascenso a Segunda División RFEF y Copa del Rey |
| 4    | C. D. Llanes               | 64   | 38 | 18 | 10 | 10 | 50 | 36 | +14  | Acceso a Promoción de Ascenso a Segunda División RFEF                |
| 5    | Caudal Deportivo           | 64   | 38 | 17 | 13 | 8  | 55 | 37 | +18  | Acceso a Promoción de Ascenso a Segunda División RFEF                |
| 6    | C. D. Colunga              | 61   | 38 | 15 | 16 | 7  | 51 | 32 | +19  |                                                                      |
| 7    | L'Entregu C. F.            | 57   | 38 | 15 | 12 | 11 | 48 | 39 | +9   |                                                                      |
| 8    | C. D. Praviano             | 56   | 38 | 14 | 14 | 10 | 51 | 44 | +7   |                                                                      |
| 9    | C. D. Tuilla               | 53   | 38 | 14 | 11 | 13 | 53 | 59 | −6   |                                                                      |
| 10   | C. D. Covadonga            | 51   | 38 | 13 | 12 | 13 | 48 | 44 | +4   |                                                                      |
| 11   | Luarca C. F.               | 49   | 38 | 13 | 10 | 15 | 36 | 52 | −16  |                                                                      |
| 12   | Real Titánico              | 48   | 38 | 12 | 12 | 14 | 43 | 44 | −1   |                                                                      |
| 13   | U. D. Gijón Industrial (D) | 47   | 38 | 12 | 11 | 15 | 43 | 52 | −9   | Descenso a Regional Preferente                                       |
| 14   | Urraca C. F. (D)           | 47   | 38 | 11 | 14 | 13 | 31 | 35 | −4   | Descenso a Regional Preferente                                       |
| 15   | E. I. San Martín (D)       | 47   | 38 | 12 | 11 | 15 | 44 | 48 | −4   | Descenso a Regional Preferente                                       |
| 16   | Lenense Proinastur (D)     | 46   | 38 | 12 | 10 | 16 | 39 | 48 | −9   | Descenso a Regional Preferente                                       |
| 17   | TSK Roces (D)              | 36   | 38 | 8  | 12 | 18 | 40 | 62 | −22  | Descenso a Regional Preferente                                       |
| 18   | Navarro C. F. (D)          | 33   | 38 | 6  | 15 | 17 | 29 | 55 | −26  | Descenso a Regional Preferente                                       |
| 19   | U. P. Langreo "B" (D)      | 26   | 38 | 7  | 5  | 26 | 36 | 79 | −43  | Descenso a Regional Preferente                                       |
| 20   | C. D. Mosconia (D)         | 24   | 38 | 6  | 6  | 26 | 30 | 70 | −40  | Descenso a Regional Preferente                                       |

Actualizado a los partidos jugados el 1 de mayo de 2022.
 Fuente: Resultados Fútbol

## Resultados
| Local \ Visitante      | CAU | COL | COV | GIN | LAN | ENT | LEA | LEN | LLA | LUA | MOS | NAV | OVI | PRA | ROC | SMR | SPO | TIT | TUI | URR |
| ---------------------- | --- | --- | --- | --- | --- | --- | --- | --- | --- | --- | --- | --- | --- | --- | --- | --- | --- | --- | --- | --- |
| Caudal Deportivo       | —   | 1–1 | 1–1 | 0–0 | 0–0 | 0–1 | 2–3 | 2–0 | 1–1 | 2–0 | 1–0 | 1–1 | 1–0 | 3–1 | 3–2 | 2–2 | 1–1 | 2–0 | 1–1 | 3–1 |
| C. D. Colunga          | 0–0 | —   | 1–1 | 1–0 | 2–0 | 1–1 | 1–3 | 2–1 | 0–2 | 3–0 | 2–0 | 4–0 | 1–2 | 1–2 | 0–0 | 1–0 | 1–0 | 2–0 | 1–1 | 1–0 |
| C. D. Covadonga        | 0–3 | 1–2 | —   | 3–1 | 4–3 | 3–0 | 2–3 | 3–1 | 3–1 | 0–1 | 1–0 | 3–3 | 2–0 | 2–0 | 3–2 | 0–0 | 0–2 | 0–0 | 1–0 | 0–0 |
| U. D. Gijón Industrial | 2–0 | 1–1 | 1–3 | —   | 0–0 | 3–2 | 2–0 | 0–1 | 1–3 | 2–1 | 2–1 | 2–2 | 0–2 | 0–3 | 1–1 | 3–2 | 1–1 | 0–0 | 3–1 | 2–0 |
| U. P. Langreo "B"      | 0–3 | 0–1 | 0–2 | 0–1 | —   | 1–5 | 0–4 | 0–0 | 2–2 | 1–2 | 1–2 | 2–1 | 2–1 | 0–3 | 0–1 | 1–2 | 2–1 | 3–4 | 1–2 | 1–2 |
| L'Entregu C. F.        | 3–0 | 3–1 | 2–1 | 0–3 | 2–1 | —   | 0–1 | 1–2 | 0–1 | 0–0 | 1–0 | 0–0 | 1–1 | 1–0 | 1–1 | 0–2 | 0–0 | 2–0 | 3–1 | 2–0 |
| C. D. Lealtad          | 2–0 | 1–1 | 2–1 | 1–0 | 4–1 | 1–1 | —   | 0–0 | 1–1 | 1–0 | 1–1 | 1–1 | 0–1 | 3–2 | 1–0 | 2–0 | 0–0 | 0–1 | 4–0 | 1–0 |
| Lenense Proinastur     | 1–1 | 3–3 | 2–2 | 3–4 | 2–3 | 0–0 | 0–2 | —   | 0–2 | 3–1 | 1–0 | 1–0 | 0–1 | 3–1 | 1–0 | 1–2 | 0–1 | 2–0 | 1–1 | 1–0 |
| C. D. Llanes           | 3–2 | 0–0 | 1–0 | 1–0 | 2–0 | 2–1 | 0–0 | 0–0 | —   | 0–1 | 6–3 | 2–1 | 0–3 | 1–2 | 5–1 | 1–0 | 2–1 | 1–1 | 1–0 | 1–1 |
| Luarca C. F.           | 2–4 | 0–0 | 1–0 | 0–0 | 1–0 | 2–1 | 0–2 | 2–1 | 3–1 | —   | 0–3 | 1–1 | 1–2 | 1–1 | 1–2 | 1–0 | 0–0 | 1–1 | 2–1 | 2–2 |
| C. D. Mosconia         | 0–4 | 0–4 | 2–2 | 0–1 | 0–1 | 0–2 | 1–0 | 1–0 | 0–2 | 0–1 | —   | 1–0 | 2–3 | 2–4 | 2–1 | 1–2 | 0–1 | 1–1 | 2–4 | 0–0 |
| Navarro C. F.          | 1–1 | 2–0 | 1–0 | 4–2 | 0–2 | 0–0 | 1–1 | 0–0 | 1–0 | 1–1 | 0–0 | —   | 0–2 | 0–1 | 1–2 | 0–1 | 0–1 | 2–0 | 0–3 | 1–0 |
| Real Oviedo "B"        | 0–1 | 2–1 | 4–1 | 1–0 | 6–1 | 1–2 | 2–1 | 4–2 | 0–1 | 2–0 | 1–0 | 9–1 | —   | 2–2 | 5–0 | 1–2 | 1–2 | 1–1 | 1–1 | 2–1 |
| C. D. Praviano         | 0–2 | 0–3 | 0–0 | 0–0 | 3–2 | 2–0 | 1–4 | 4–0 | 0–0 | 1–1 | 3–0 | 1–0 | 1–1 | —   | 0–0 | 0–0 | 0–0 | 3–2 | 1–2 | 1–1 |
| TSK Roces              | 0–1 | 0–0 | 1–2 | 4–1 | 3–0 | 0–2 | 1–3 | 1–3 | 1–1 | 2–1 | 2–2 | 1–1 | 0–0 | 0–1 | —   | 2–2 | 1–1 | 1–0 | 3–4 | 0–0 |
| E. I. San Martín       | 1–4 | 1–1 | 0–0 | 2–0 | 1–1 | 0–0 | 0–1 | 0–1 | 1–0 | 3–0 | 3–0 | 1–0 | 1–4 | 0–0 | 1–2 | —   | 2–1 | 2–1 | 2–4 | 1–2 |
| Real Sporting "B"      | 4–0 | 0–0 | 1–0 | 3–0 | 5–2 | 3–2 | 2–1 | 2–0 | 2–0 | 5–0 | 5–1 | 3–0 | 5–1 | 3–2 | 6–0 | 2–0 | —   | 1–1 | 5–0 | 0–2 |
| Real Titánico          | 0–1 | 1–1 | 1–1 | 2–1 | 4–0 | 3–4 | 1–0 | 2–0 | 1–0 | 0–1 | 2–0 | 2–0 | 0–1 | 2–3 | 2–1 | 2–2 | 1–1 | —   | 0–1 | 2–1 |
| C. D. Tuilla           | 1–0 | 2–2 | 0–0 | 2–2 | 2–1 | 1–1 | 0–0 | 0–2 | 1–3 | 3–4 | 3–2 | 1–1 | 1–3 | 1–1 | 2–0 | 3–2 | 1–0 | 1–2 | —   | 0–1 |
| Urraca C. F.           | 1–1 | 1–4 | 1–0 | 1–1 | 0–1 | 1–1 | 0–0 | 0–0 | 1–0 | 1–0 | 2–0 | 2–0 | 1–2 | 1–1 | 2–1 | 2–1 | 0–0 | 0–0 | 0–1 | —   |

### Máximos goleadores
| Pos. | Jugador           | Equipo            | Goles |
| ---- | ----------------- | ----------------- | ----- |
| 1º   | Javier Cueto      | Real Oviedo "B"   | 21    |
| 2º   | Samu Pérez        | Real Titánico     | 15    |
| 3º   | Guillermo Cueto   | TSK Roces         | 14    |
| 4º   | Álvaro Santamaría | Real Sporting "B" | 13    |
| 5º   | Christopher       | C. D. Llanes      | 13    |

## Play Off de Ascenso a Segunda División RFEF
En caso de empate a la conclusión de los 90 minutos, de conformidad con la disposición quinta de las presentes bases de competición, se disputará una prórroga de dos partes de 15 minutos cada una y, si prosiguiese el empate al término de la misma, se proclamará vencedor al equipo que hubiese obtenido mejor posición en la fase regular.
Equipos clasificados
- 4 equipos

| Pos. | Grupo II          |
| ---- | ----------------- |
| 2.°  | Real Sporting "B" |
| 3.°  | C. D. Lealtad     |
| 4.°  | C. D. Llanes      |
| 5.°  | Caudal Deportivo  |

|  | Semifinales               | Semifinales       |               |                   | Final              | Final              |  |
|  | 8 de mayo de 2022         | 8 de mayo de 2022 |               |                   | 15 de mayo de 2022 | 15 de mayo de 2022 |  |
|  |                           |                   |               |                   |                    |                    |  |
|  |                           |                   |               |                   |                    |                    |  |
|  | Real Sporting "B" (t. s.) | 1                 |               |                   |                    |                    |  |
|  | Real Sporting "B" (t. s.) | 1                 |               |                   |                    |                    |  |
|  | Caudal Deportivo          | 1                 |               |                   |                    |                    |  |
|  | Caudal Deportivo          | 1                 |               | Real Sporting "B" | 0                  |                    |  |
|  |                           |                   |               | Real Sporting "B" | 0                  |                    |  |
|  |                           |                   | C. D. Lealtad | 1                 |                    |                    |  |
|  | C. D. Lealtad (t. s.)     | 3                 | C. D. Lealtad | 1                 |                    |                    |  |
|  | C. D. Lealtad (t. s.)     | 3                 |               |                   |                    |                    |  |
|  | C. D. Llanes              | 2                 |               |                   |                    |                    |  |
|  | C. D. Llanes              | 2                 |               |                   |                    |                    |  |
|  |                           |                   |               |                   |                    |                    |  |

## Clasificado a la Copa del Rey
| Bandera de Asturias |
| C. D. Lealtad       |
| 3.º Grupo           |

Nota: Hay posibilidad de que el subcampeón se clasifique a la Copa del Rey si no es un equipo filial.